# Pradal (affluent du Vernason)
Pour les articles homonymes, voir Pradal.
Le Pradal est un cours d'eau situé en France dans le département de l'Ardèche en région Auvergne-Rhône-Alpes.

## Géographie
Le Pradal prend sa source à la limite des communes d'Issanlas, Mazan-l'Abbaye et Saint-Cirgues-en-Montagne dans l'Ardèche.
Long de 4,9 kilomètres, il se jette dans le Vernason au niveau de Saint-Cirgues-en-Montagne.